# Palmengarten Frankfurt

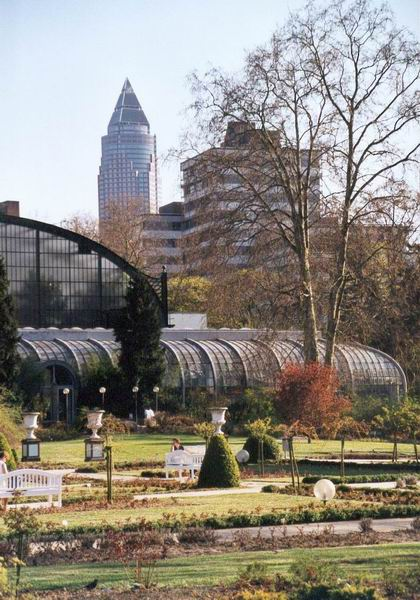
Palmengarten Frankfurt

Palmengarten Frankfurt is een van de twee botanische tuinen in Frankfurt am Main (Duitsland) waar hij ligt in de wijk Frankfurt-Westend. Direct bij de noordoostelijke hoek ligt de Botanischer Garten der Goethe-Universität en Grüneburgpark ligt ook direct in de buurt. Met een oppervlakte van 29 ha is Palmengarten Frankfurt de grootste tuin van zijn soort in Duitsland.
De botanische tuin is lid van Botanic Gardens Conservation International, een non-profitorganisatie die botanische tuinen samen wil brengen in een samenwerkend netwerk om te komen tot het behoud van de biodiversiteit van planten.

## Geschiedenis
De tuin werd in 1871 geopend en werd net als veel andere bezienswaardigheden in Frankfurt geheel gefinancierd met privaat geld. Daarvoor werd er in 1868 een vereniging opgericht om de tropische planten aan te kopen die Adolf van Luxemburg in de oranjerie van zijn toenmalige residentie Schloss Biebrich in Wiesbaden te koop aanbood. Zeer snel was er ingetekend voor de aandelen van in totaal rond de 300.000 Nassause gulden. Hierdoor kon op 16 maart 1871 de door tuinarchitect Heinrich Siesmayer ontworpen tuin aan de Bockenheimer Landstraße feestelijk geopend worden. .. De straat die de tuin in het oosten begrensd, werd naar Siesmayer vernoemd. Een groot gedeelte van de tuin werd naast het gedeelte van de private investeerders door de stad Frankfurt ter beschikking gesteld. Een ander deel werd gevormd door de aangrenzende tennisclub, die in de tuin geïntegreerd, verder werd geëxploiteerd werd. Nadat het actiecomité in 1931 in ernstige economische problemen was geraakt, nam de stad Frankfurt de tuin over.

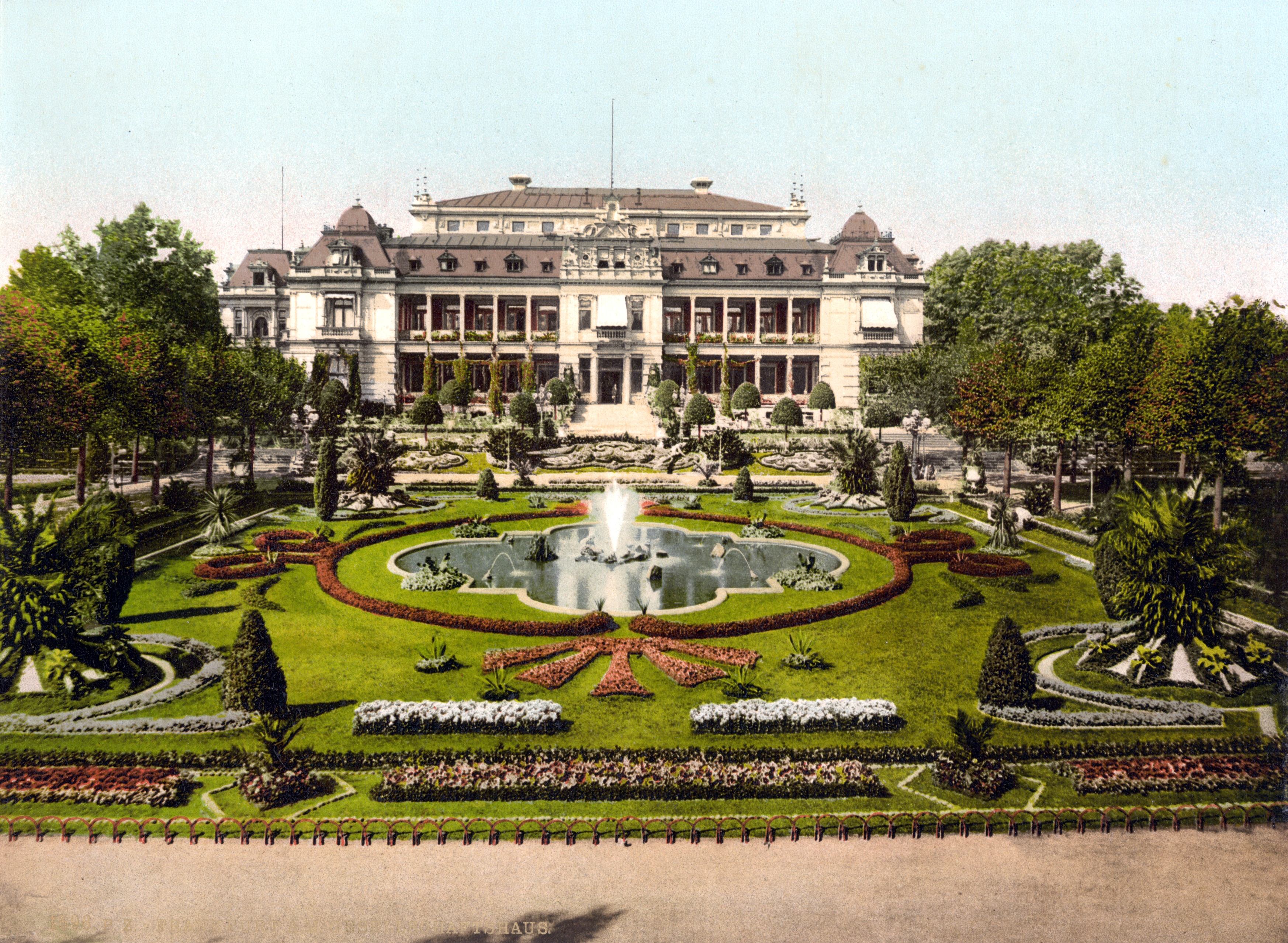
De feestzaal van de tuin rond 1900

Het monumentale gezelschapshuis werd in de Tweede Wereldoorlog deels verwoest. Bij de renovatie in 1954 werden de versierde wanden met eenvoudige houten betimmeringen overdekt. In november 2005 stemde het stadsbestuur in met de financiering van het grootste gedeelte van de voor het herstel benodigde middelen. In 2006 zijn de wanden provisorisch gerepareerd, waarna ze in 2007 en 2008 grondig gerenoveerd zullen worden. Daarnaast zal ook het oorspronkelijke decor van de feestzaal worden gerestaureerd. In 2008 zal het gezelschapshuis heropend worden.
Na de Tweede Wereldoorlog hoorde de tuin van 1945 tot 1948 tot verboden terrein die de Amerikaanse bezetter ingericht had. Pas in 1954 kon de oorlogsschade hersteld worden. In de jaren 80 van twintigste eeuw werden de tennisbanen verplaatst (“Tennisclub Palmengarten” vertrok naar Frankfurt-Eschersheim), oude broeikassen worden gesaneerd en een aantal nieuwe kassen worden gebouw waaronder het Tropicarium (tropenkas) en het Subantarktishaus (subantarctische kas). In 1992 werden de verbouwingen afgerond. Met de bouw van het toegangsgebouw in de Siesmayerstraße werd de hoofdingang van de tuin aan de zuidkant aan de Bockenheimer Landstraße naar de oostkant verlegd.
Tot oktober 2005 bevond het Amerikaanse Generaalconsulaat zich ten zuiden van de tuin.
In 1890 bezocht de Amerikaanse bizonjager Buffalo Bill de tuin en organiseerde met 200 Indianen en cowboys een westernshow.

## Inrichting
De planten worden naar plaats van herkomst in de buitenlucht of in broeikassen gehouden. In de broeikassen vindt men tropische en subtropische planten, een subarctisch landschap in het glazen paviljoen en twee woestijnlandschappen. De tuin biedt het hele jaar door thematische tentoonstellingen die hoofdzakelijk in en rond de broeikas van het gezelschapshuis plaatsvinden.

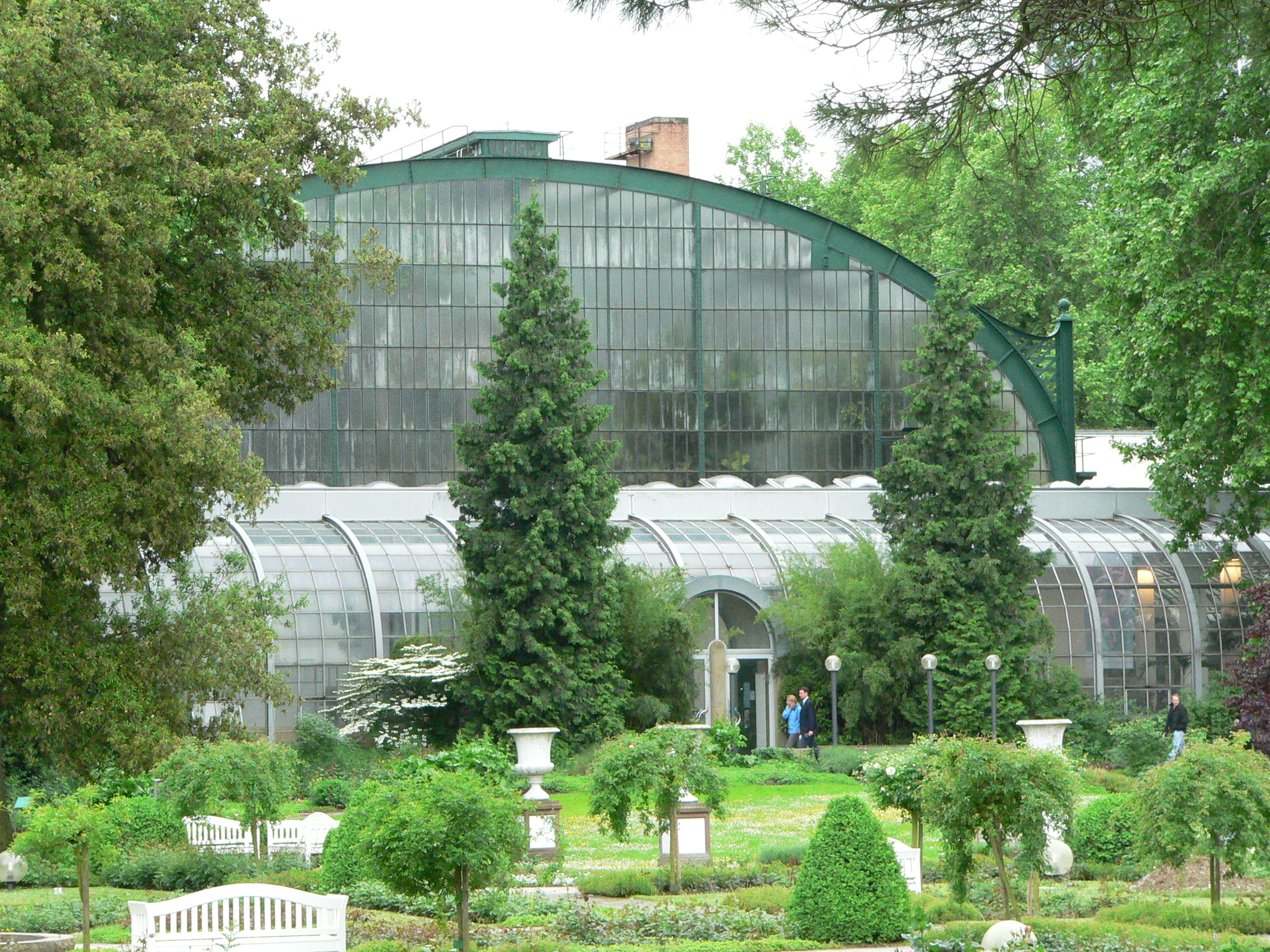
Historische palmenkas
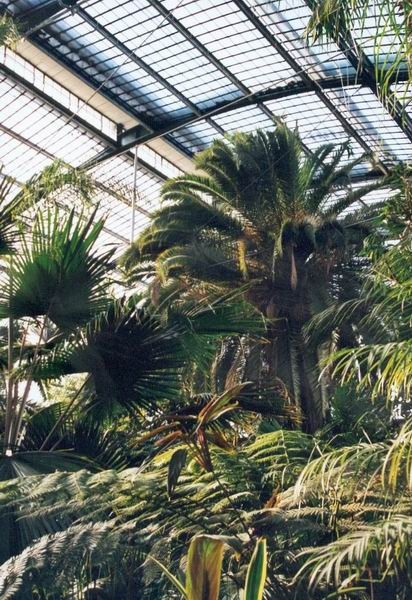
Historische palmenkas
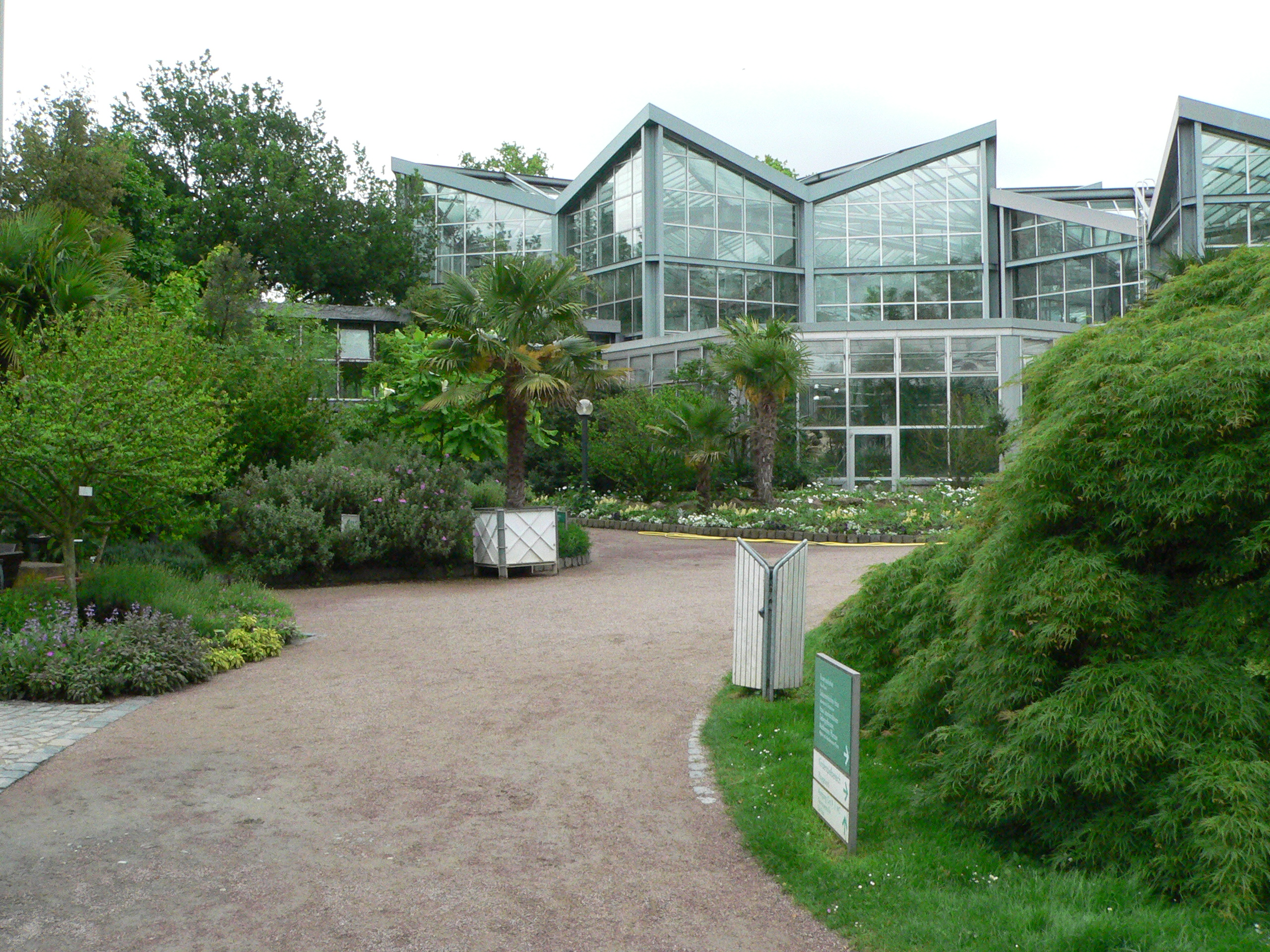
Tropicarium
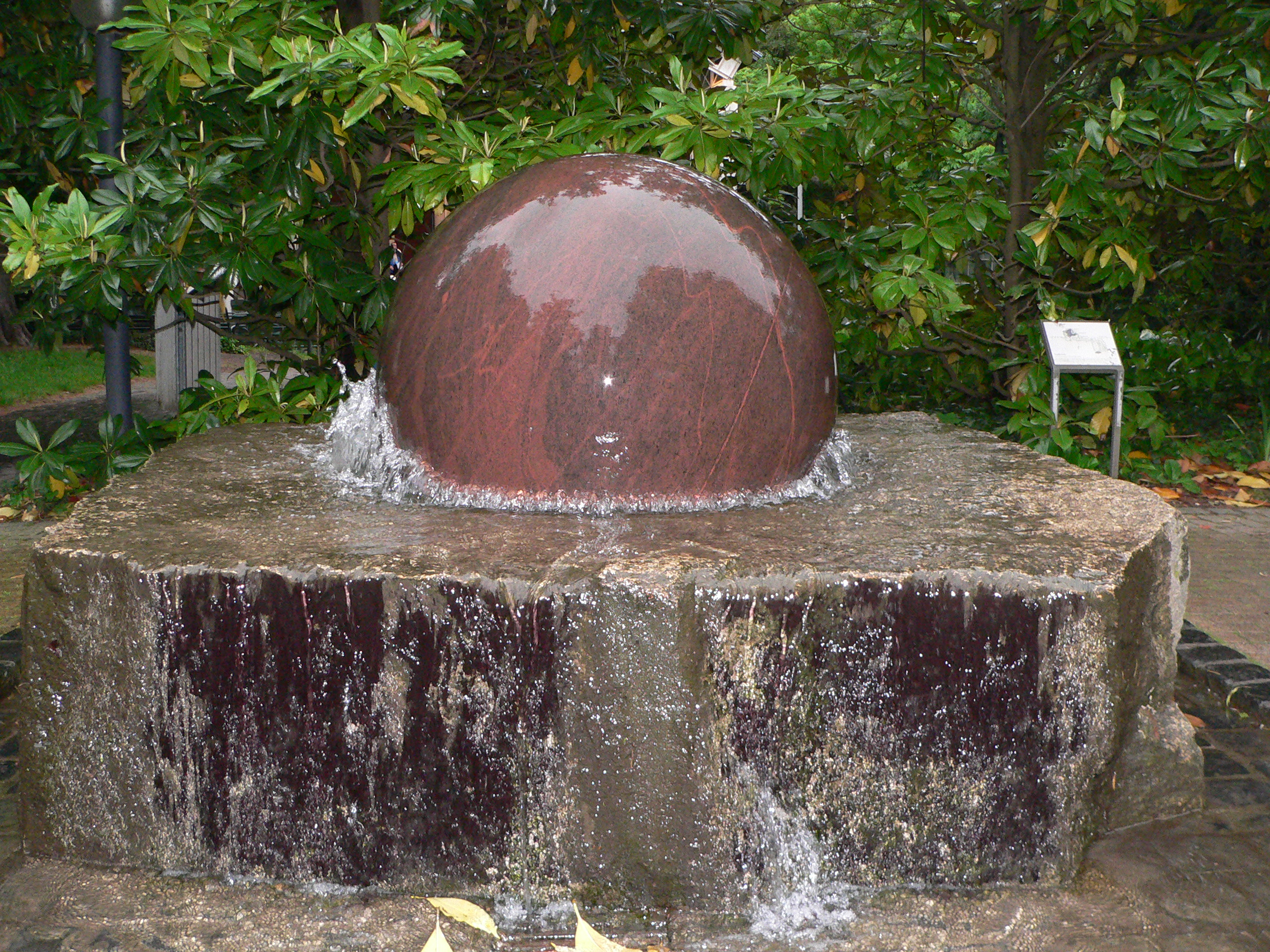
Bron met drijvende stenen kogel
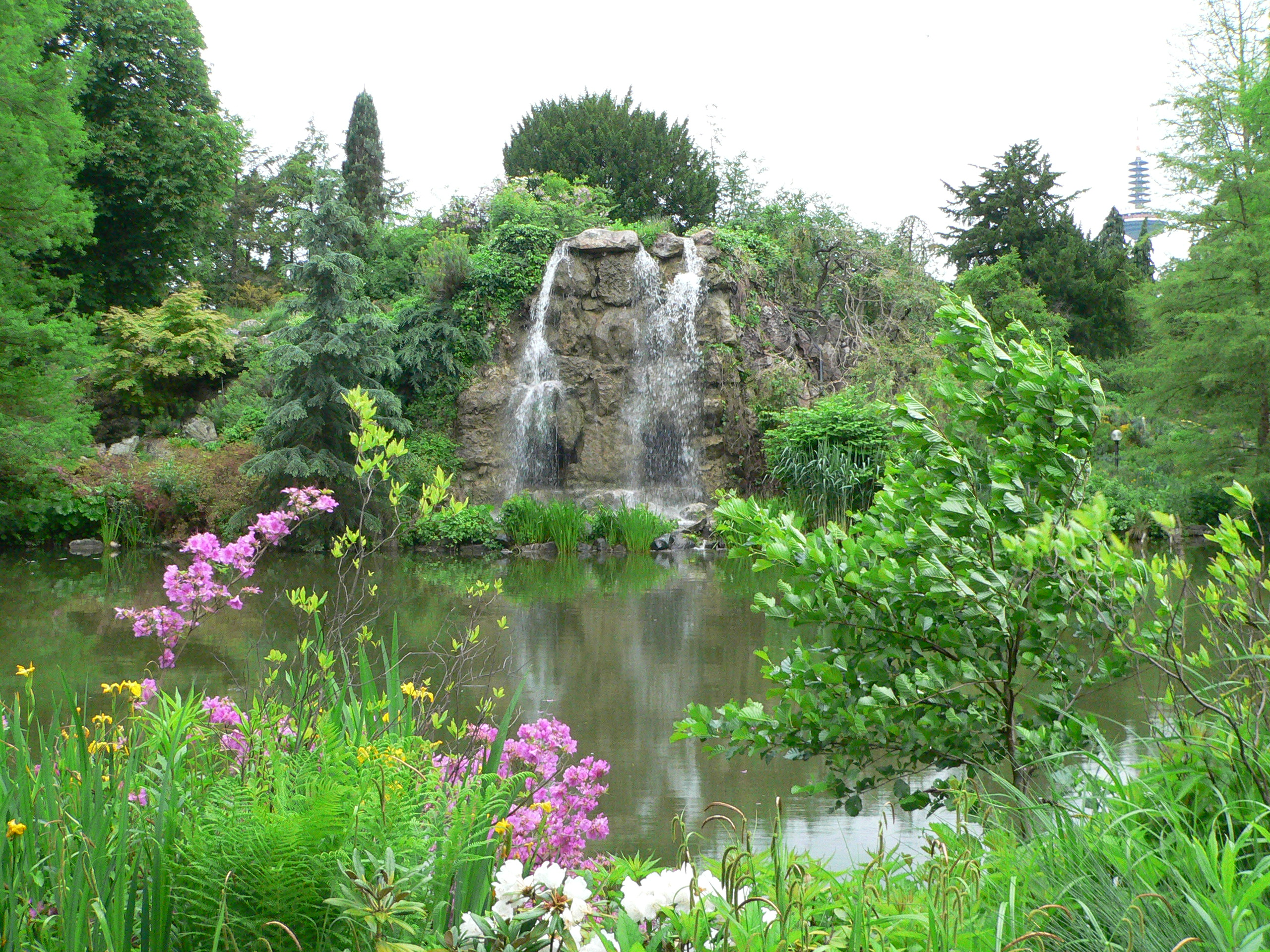
Vijver met waterval
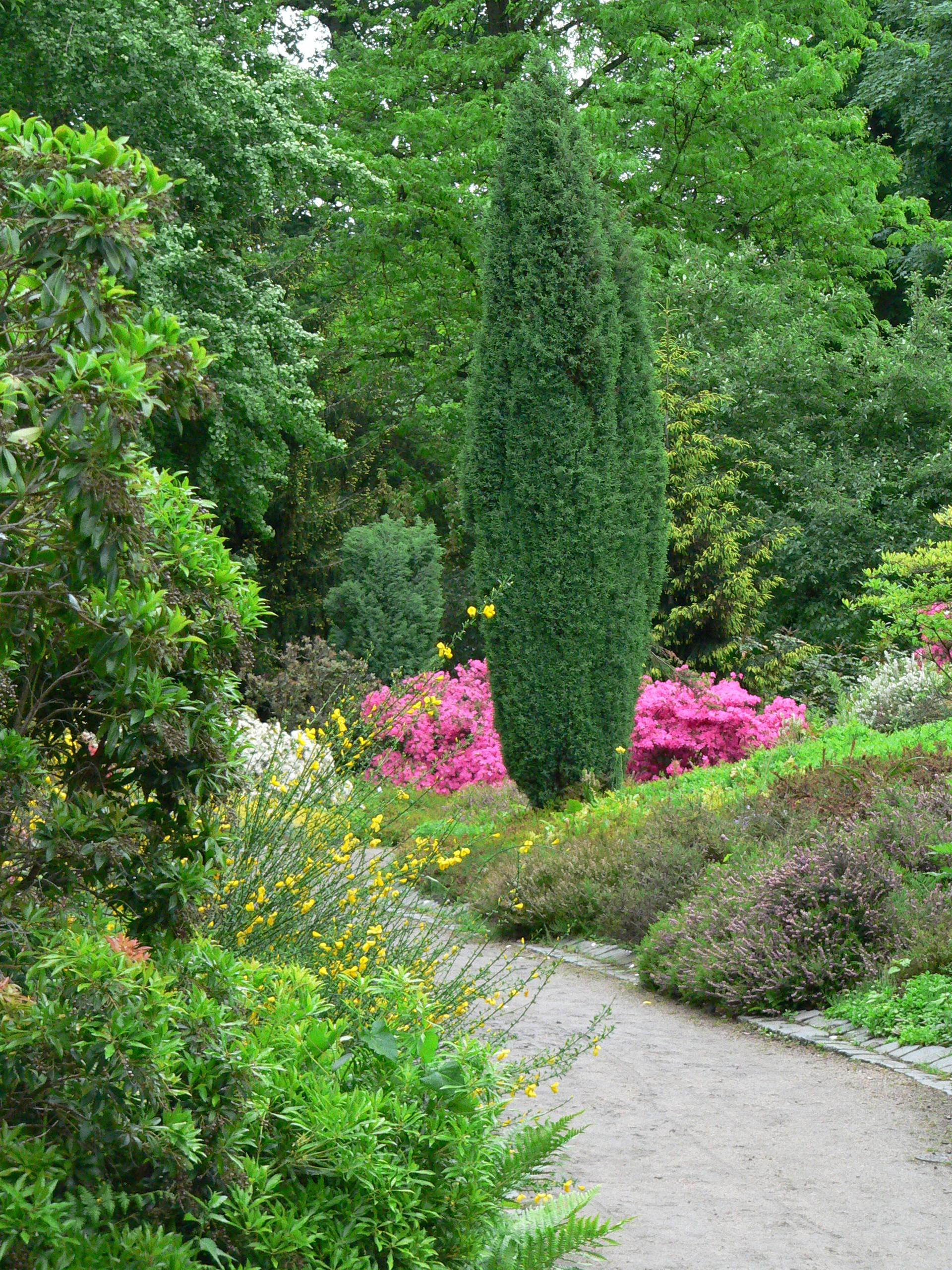
Impressie in de tuin
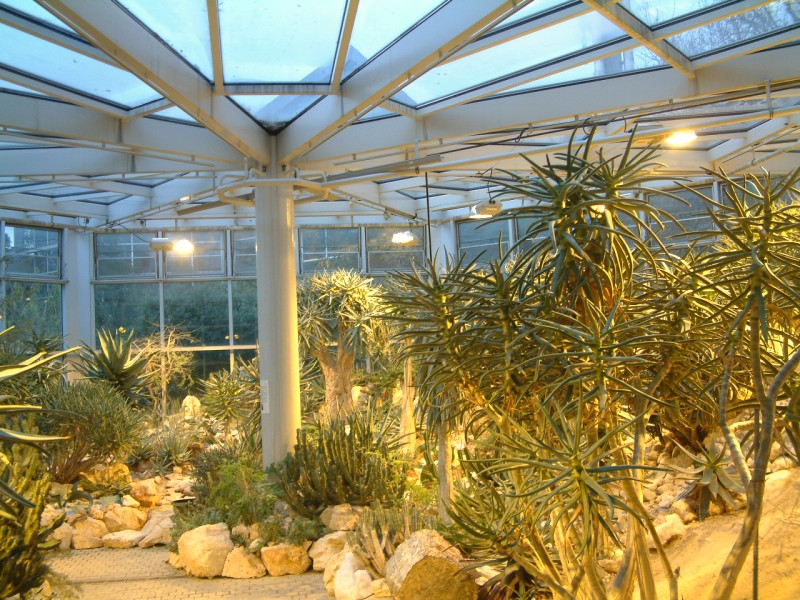
Succulentenkas
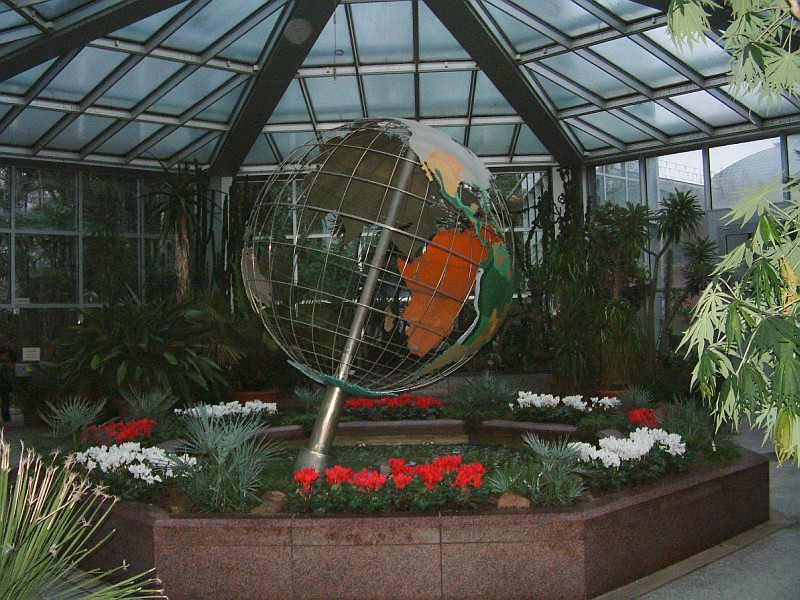
Globe
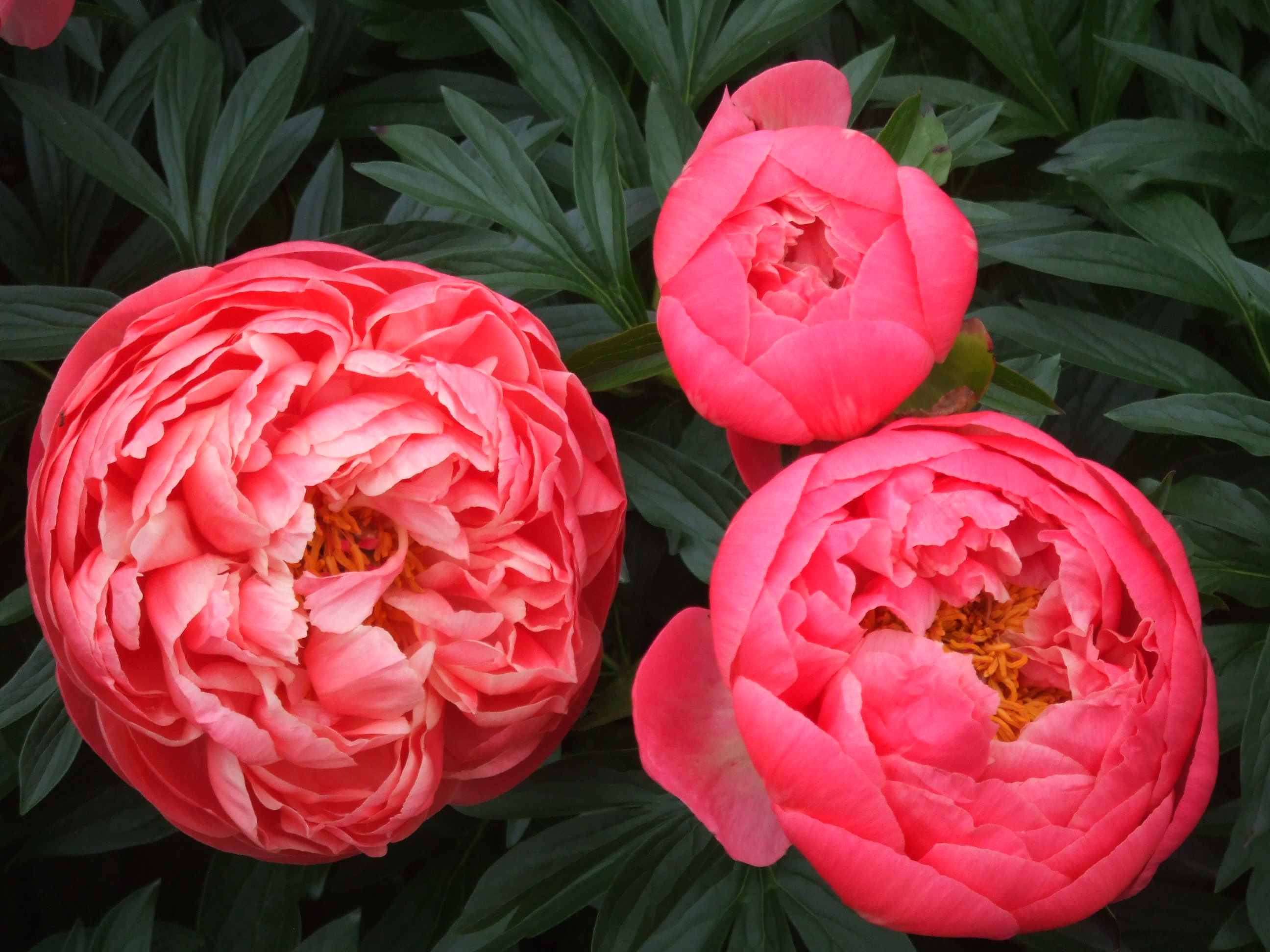
Pioenrozen
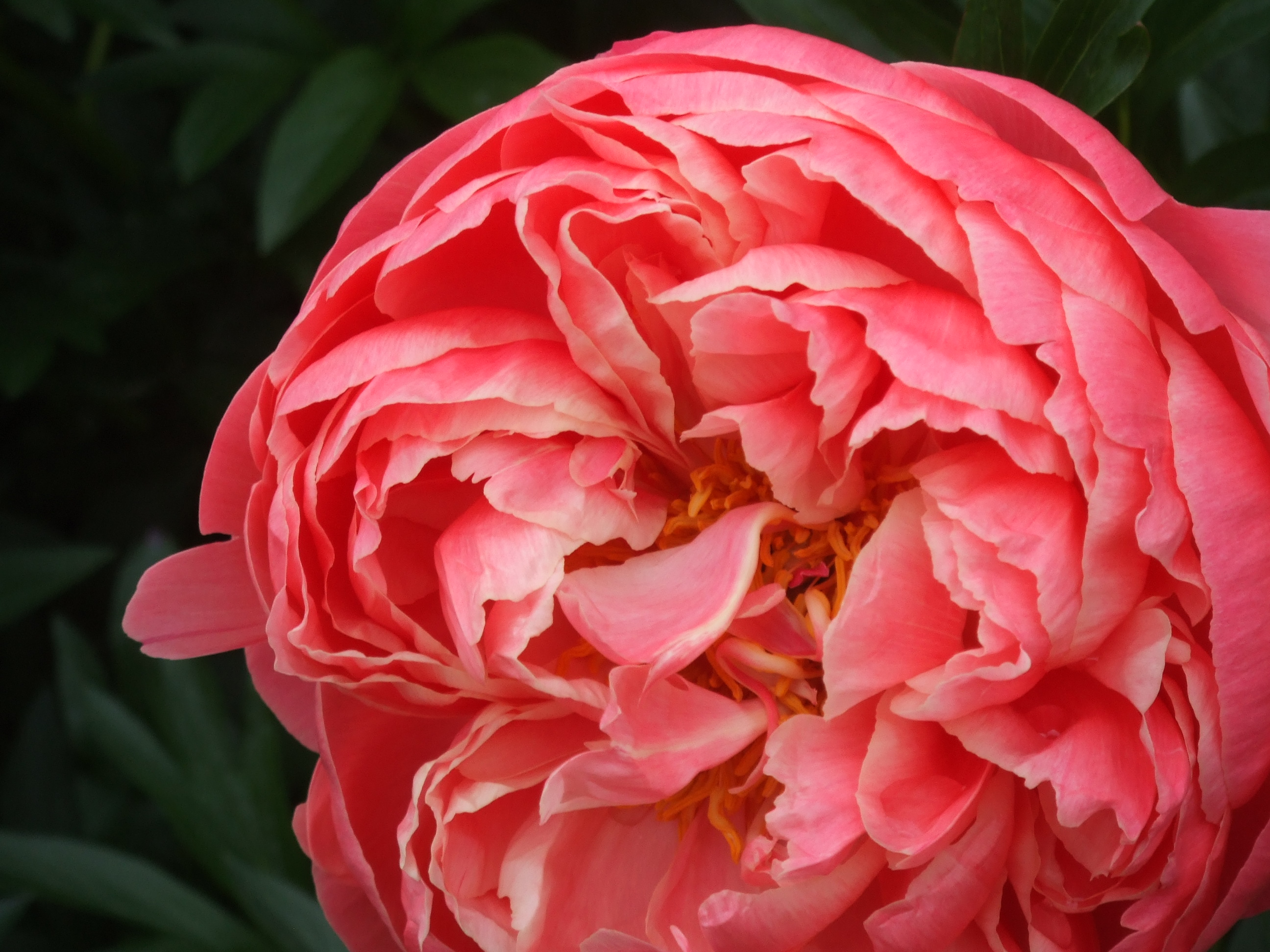
Pioenroos
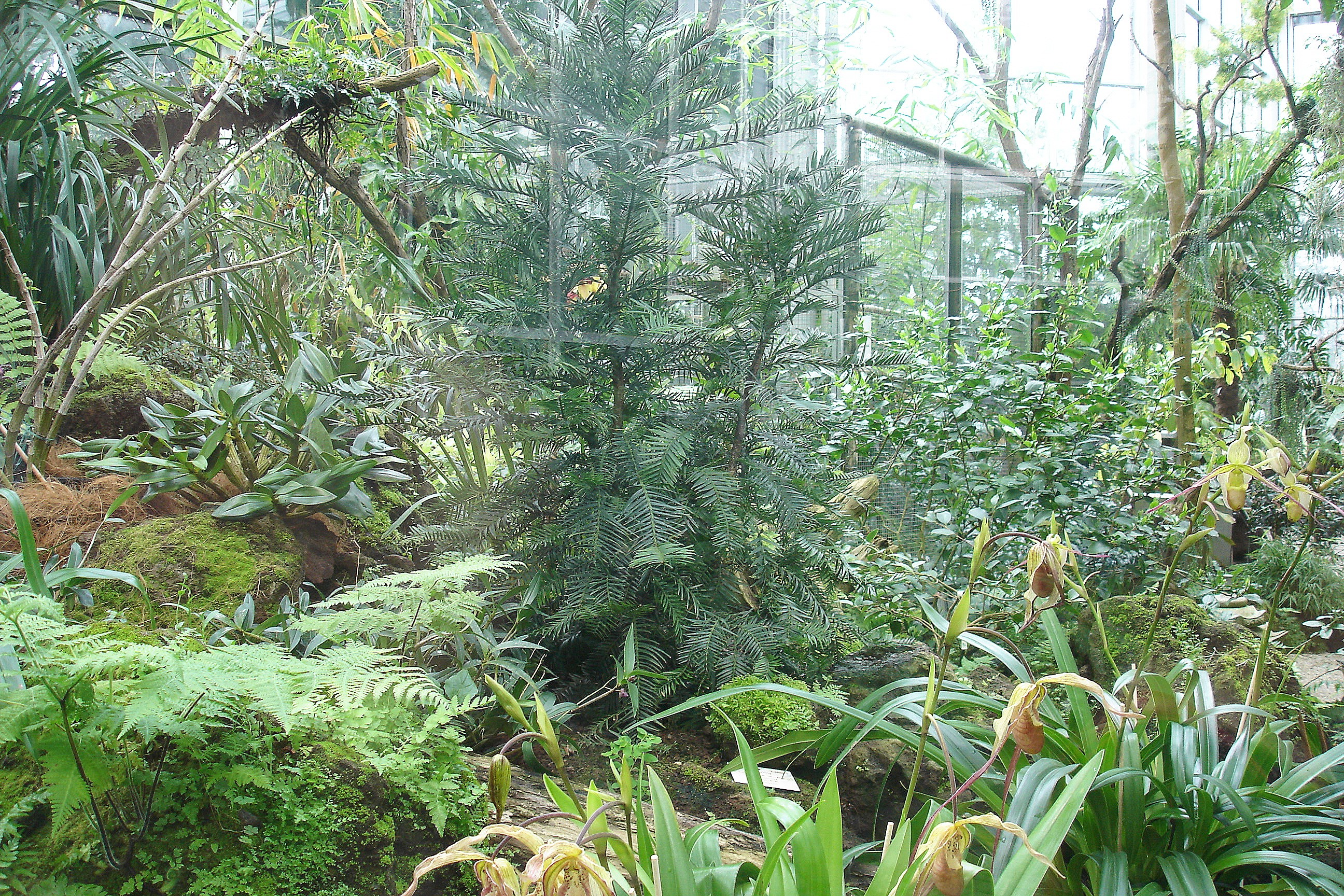
Wollemia nobilis

## Evenementen
- Op 6 juni 1897 vond voor de eerste keer een atletiekmanifestatie plaats in de tuin. De Palmengarten-Sportfeste werden in de daaropvolgende jaren het belangrijkste atletiekevenement in Duitsland
- Sinds 1931 wordt in de tuin het Rosen- und Lichterfest gevierd.
- ”Jazz im Palmengarten” wordt sinds 1959 gehouden en is daarmee het oudste jazzfestival in Duitsland. De organisatie van de zes openluchtconcerten ligt sinds 2003 bij Jazzinitiative Frankfurt.

## Bron
1. ↑  Geschichte des Palmengartens im Web-Auftritt des Palmengartens. 28. Februar 1999